# Museo de las Ferias
El Museo de las Ferias se ubica en Medina del Campo (provincia de Valladolid, comunidad autónoma de Castilla y León, España). Único museo de su género en el país, ilustra la historia de las ferias de mercancías y financieras habituales en los siglos XV y XVI, que situaron a Medina del Campo en una posición destacada en la época. Cuenta con una colección permanente y alberga exposiciones temporales.

## Historia

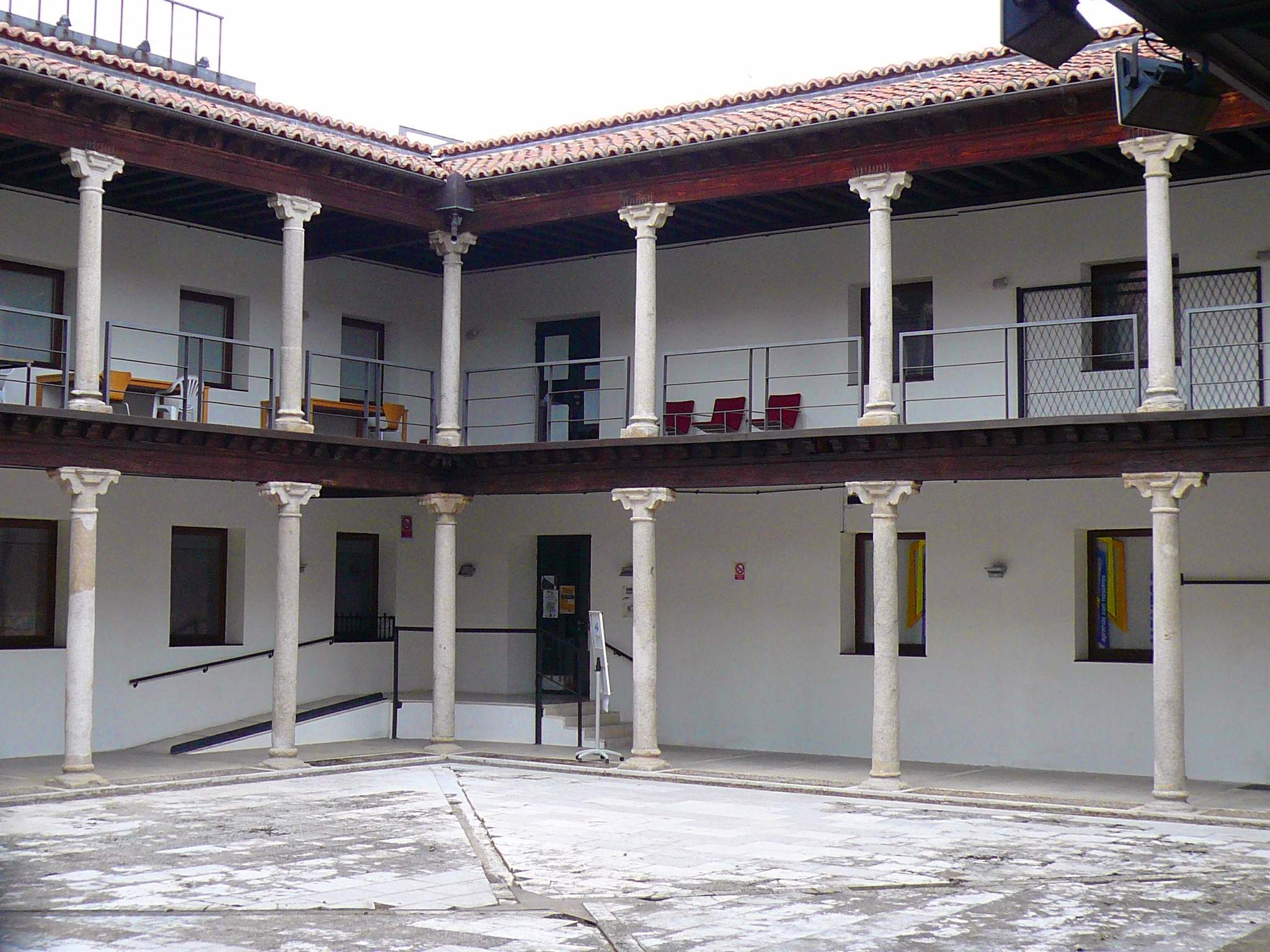
Interior del museo.

Las primeras propuestas para la creación de un Museo Histórico-Artístico en Medina del Campo se remontan a 1887, cuando un periódico local denunciaba el estado de abandono de numerosos vestigios antiguos. Hacia 1960-63 se propuso la creación de un museo dedicado a Isabel la Católica en el Palacio Real Testamentario, donde dicha reina falleció en 1504. En 1991, tras unas primeras obras de reconstrucción del edificio, se perfiló la creación de un museo centrado en la historia de la ciudad, pero se frustró por falta de financiación.
El éxito de la exposición Raíces y efemérides -celebrada en Medina del Campo en 1992- hizo pensar nuevamente en una institución cultural permanente. En 1997 se emprenden las primeras consultas entre el Ayuntamiento y profesionales de museos, y en marzo de 1998 se elige como sede el conjunto formado por la iglesia de San Martín (entonces ya reformada como auditorio).
La inauguración del Museo de las Ferias tuvo lugar el 5 de abril de 2000, y meses después se constituyó una fundación para su gestión.

## Contenidos

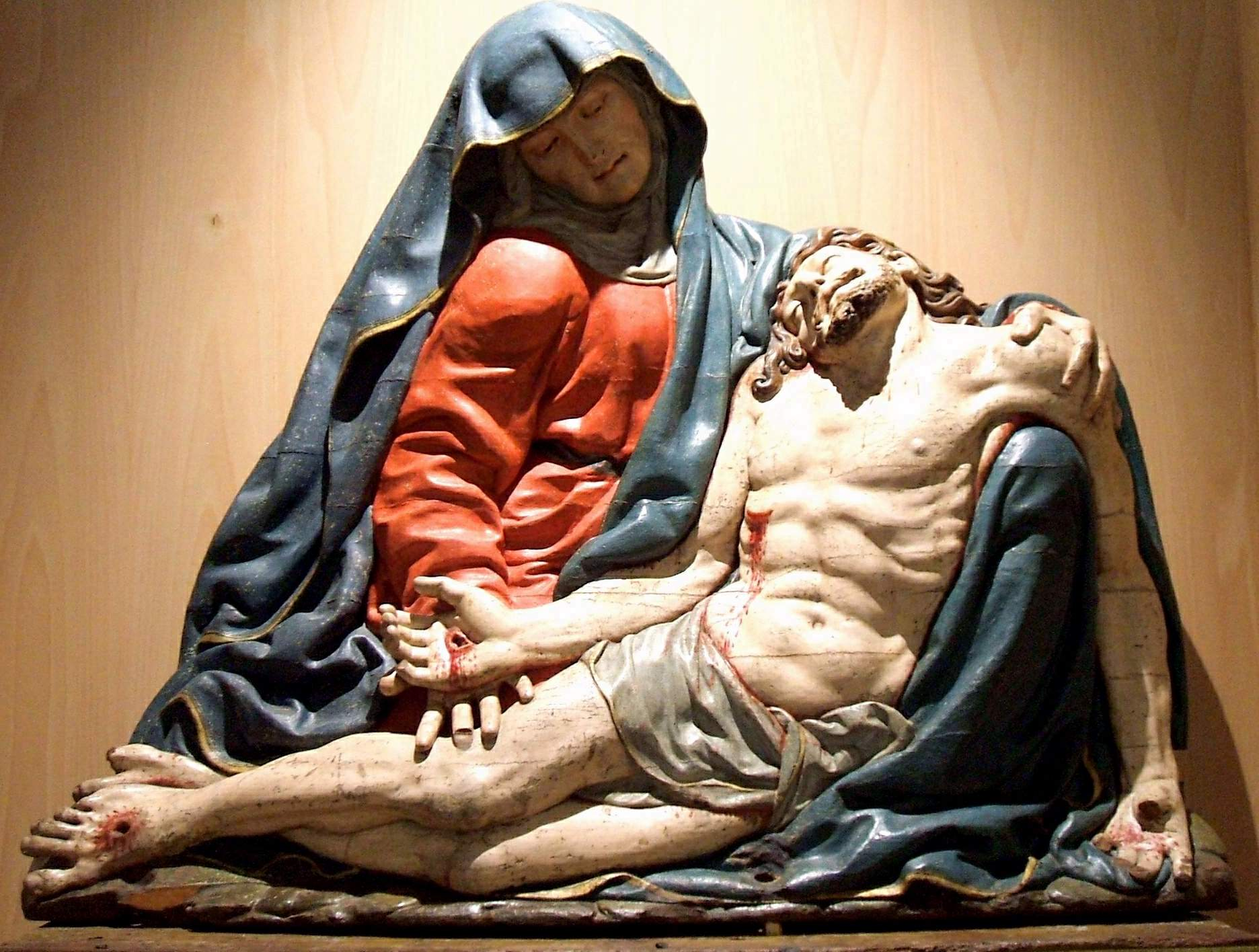
Piedad de Medina del Campo, de Juan de Juni.

## Dirección, horarios y otros datos de interés
- Fundación Museo de las Ferias

Calle San Martín, 26. 47400 Medina del Campo - Valladolid (España)
Teléfono: 00 34 983 837 527.
- Sitio web Fundación Museo de las Ferias
- Horario: martes a sábado, de 10.00 a 13.30 y de 16.00 a 19.00. Domingos y festivos, de 11.00 a 14.00.